# Rado Jagodic
Rado Jagodic, italijanski likovni umetnik slovenskega rodu, * 7. december 1971, Trst.
Rodil se je v družini tržaškega arhitekta Daria Jagodica in gospodinje Vide Jagodic rojene Košuta. Osnovno šolo je obiskoval v tržaškem predmestju Rojan, srednjo šolo je začel obiskovati na Opčinah ter nadaljeval na oddelku za geometre na  srednji šoli Žige Zoisa v Trstu. Tečaje za oblikovanje keramike je obiskoval v Trstu, Firencah, Benetkah, Trentu, Livornu in drugih kraih. Od leta 1986 se je udeležil več skupinskih razstav v raznih krajih Italije, 1991 pa je imel prvo samostojno razstavo keramike v tržaški galeriji Il Craso. Naslednji razstavi je pripravil decembra 1992 v Trstu (keramika in slike mešane tehnike) ter novembra 1993 v ljubljanski galeriji
Labirint. Njegova prva dela so kompaktne krilate podobe, prelite s fantastičnim antropomorfizmom. Te so prešle kasneje v tanka krila z geometričnimi dekoracijami. V kasnejših delih pa se je usmeril v bolj plastične oblike, za katere so značilne grafične površinske obdelave s teksturnimi efekti, keramika pa zaradi večje plastičnosti prehaja v kiparstvo. Posveča pa se tudi slikarstvu (mešana tehnika) in sitotisku.